# اختبار الثني ثلاثي النقاط

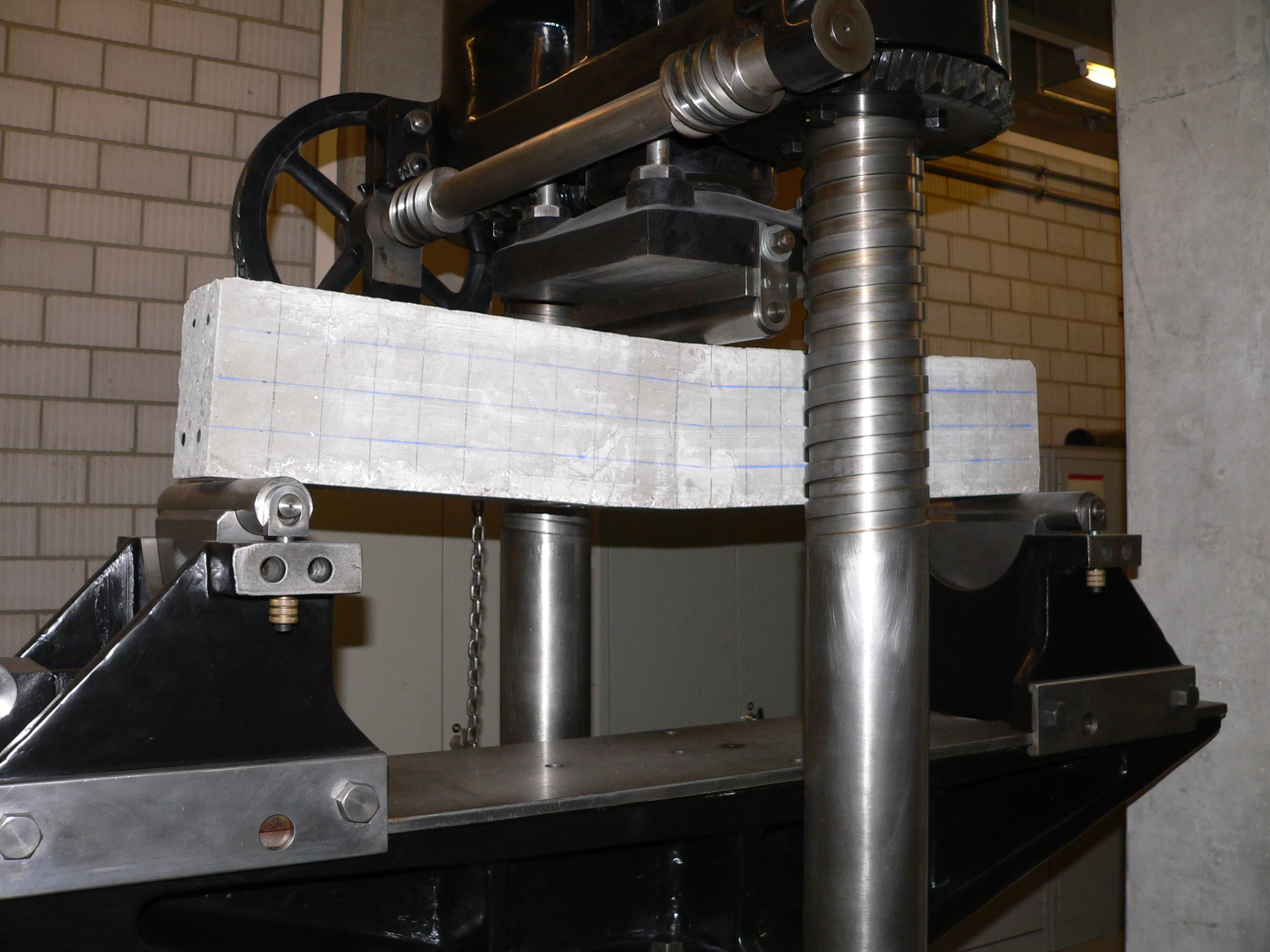
آلة اختبار الثني في الأربعينيات من القرن العشرين تعمل على عينة من الإسمنت

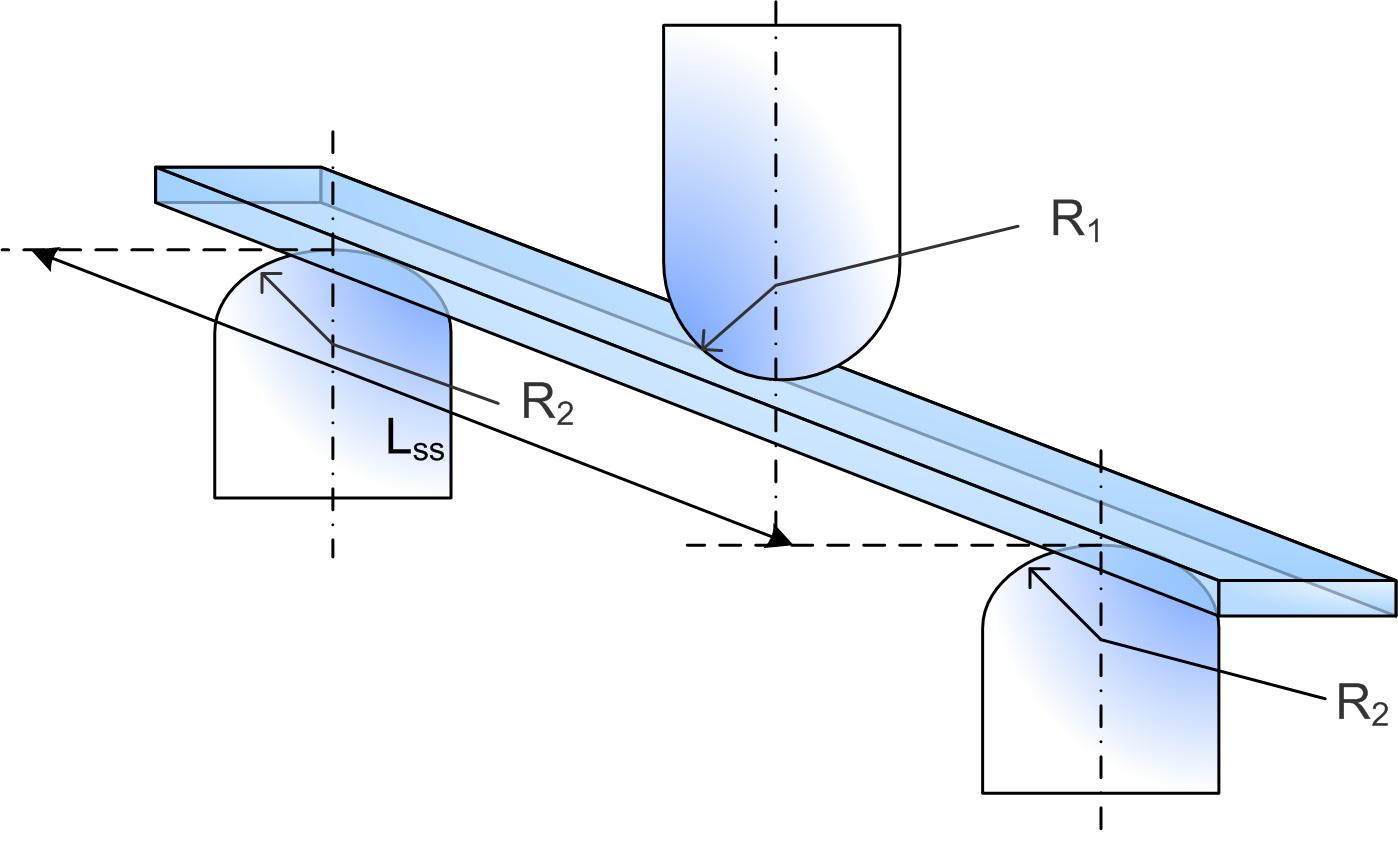

ينتج اختبار ثني للانحناء ثلاثي النقاط قيم معاير المرونة
عند الانحناء، {\displaystyle E_{f}}, وإجهاد الثني {\displaystyle \sigma _{f}}, وشد الثني {\displaystyle \epsilon _{f}} واستجابة إجهاد الثني وشد الثني في المادة. تكمن الفائدة الأساسية لاختبار الثني ثلاثي النقاط في سهولة تحضير العينات واختبارها. بيد أن لتلك الطريقة أيضًا بعض المساوئ: فنتائج طريقة الاختبار تكون حساسة بالنسبة للعينات وهندسة التحميل ومعدل الشد.

## طريقة الاختبار
حساب إجهاد الثني {\displaystyle \sigma _{f}}
{\displaystyle \sigma _{f}={\frac {3PL}{2bd^{2}}}} في مقطع عرضي مستطيل الشكل
{\displaystyle \sigma _{f}={\frac {PL}{\pi R^{3}}}} في مقطع عرضي دائري الشكل
حساب إجهاد الثني {\displaystyle \sigma _{f}}
{\displaystyle \epsilon _{f}={\frac {6Dd}{L^{2}}}}
حساب معاير الثني {\displaystyle E_{f}}
{\displaystyle E_{f}={\frac {L^{3}m}{4bd^{3}}}}
ويتم استخدام المعلمات التالية في تلك المعادلات:
- {\displaystyle \sigma _{f}} = الإجهاد في الألياف الخارجية عند النقطة الوسطى , (ميجاباسكال)
- {\displaystyle \epsilon _{f}} = الشد في السطح الخارجي, (مم/مم)
- {\displaystyle E_{f}} = الثني في معاير المرونة,(ميجاباسكال)
- {\displaystyle P} = الحمل عند نقطة معينة على منحنى انحراف الحمل, (نيوتن)
- {\displaystyle L} = باع الارتكاز, (مم)
- {\displaystyle L} = عرض عتبة الاختبار, (مم)
- {\displaystyle d} = عمق العتبة المختبرة, (مم)
- {\displaystyle D} = أقصى انحراف عن مركز العتبة, (مم)
- {\displaystyle m} = انحدار (أي ميل) الجزء الأول من الخط المستقيم في منحنى انحراف الحمل,(قطر درجة الميل), (نيوتن/مم)

## اختبار صلابة الصدع

عينة انحناء ثلم أحادي الطرف لاختبار صلابة الصدع (يطلق عليه أيضًا عينة الانحناء ثلاثي النقاط).

يمكن أيضًا تحديد صلابة الصدع في إحدى العينات باستخدام اختبار الثني ثلاثي النقاط. يكون عامل شدة الإجهاد عند طرف الشق في عينة انحناء الثلم أحادي الطرف 
{\displaystyle {\begin{aligned}K_{\rm {I}}&amp;={\frac {4P}{B}}{\sqrt {\frac {\pi }{W}}}\left[1.6\left({\frac {a}{W}}\right)^{1/2}-2.6\left({\frac {a}{W}}\right)^{3/2}+12.3\left({\frac {a}{W}}\right)^{5/2}\right.\\&amp;\qquad \left.-21.2\left({\frac {a}{W}}\right)^{7/2}+21.8\left({\frac {a}{W}}\right)^{9/2}\right]\end{aligned}}}
حيث {\displaystyle P} هي الحمل المستخدم، و{\displaystyle B} هي كثافة العينة، و{\displaystyle a} هو طول الشق، و
{\displaystyle W} هو عرض العينة. وفي اختبار الانحناء ثلاثي النقاط، يتم إنشاء الشق الكلالي عند طرف الثلم من خلال التحميل الدائري. ويتم قياس طول الشق. ثم يتم تحميل العينة على وتيرة واحدة. ويتم استخدام جزء من الحمل مقابل إحلال فتحة الشق لتحديد الحمل الذي يبدأ عنده تزايد الشق. ويتم وضع هذا الحمل في المعادلة السابقة لإيجاد صلابة الصدع {\displaystyle K_{Ic}}.
وضع المعيار E1290-08 في الجمعية الأمريكية لاختبار المواد (ASTM ) العلاقة التالية
{\displaystyle K_{\rm {I}}={\cfrac {6P}{BW}}\,a^{1/2}\,Y}
بحيث تكون
{\displaystyle Y={\cfrac {1.99-a/W\,(1-a/W)(2.15-3.93a/W+2.7(a/W)^{2})}{(1+2a/W)(1-a/W)^{3/2}}}\,.}
وتكون القيم المتوقعة لـ {\displaystyle K_{\rm {I}}} مساوية تقريبًا لمعادلتي الجمعية الأمريكية لاختبار المواد (ASTM) ومعادلات بويير (Bower) لقياس طول الشق حيث تكون أقل من 0.6{\displaystyle W}.

## المعايير
- أيزو 12135: المواد المعدنية. طريقة موحدة لتحديد صلابة الصدع شبه الاستاتية
- أيزو 12737: المواد المعدنية. تحديد صلابة الصدع لإجهاد السطح
- الجمعية الأمريكية لاختبار المواد (ASTM) المعيار D790: لطرق اختبار خصائص الثني في المواد البلاستيكية ومواد العزل الكهربائي المقواة وغير المقواة
- أيزو 178: المواد البلاستيكية—تحديد خصائص الثني
- الجمعية الأمريكية لاختبار المواد ( ASTM) المعيار E1290: لطريقة اختبار إحلال فتحة طرف الشق (CTOD) لاختبار صلابة الصدع.